# Hodejovec
Hodejovec este o comună slovacă, aflată în districtul Rimavská Sobota din regiunea Banská Bystrica. Localitatea se află la altitudinea de 205 m deasupra n.m., se întinde pe o suprafață de 11,33 km2 și în 2017 număra 185 de locuitori.

## Istoric
Localitatea Hodejovec este atestată documentar din 1246.

## Demografie
| An:                | 1994 | 2004   | 2014   | 2024    |
| ------------------ | ---- | ------ | ------ | ------- |
| Număr de persoane: | 206  | 196    | 197    | 157     |
| Diferență:         |      | −4,85% | +0,51% | −20,30% |

| An:                | 2023 | 2024   |
| ------------------ | ---- | ------ |
| Număr de persoane: | 158  | 157    |
| Diferență:         |      | −0,63% |